# Monte Unzen
El monte Unzen es un estratovolcán japonés ubicado en la isla de Kyushu, a unos cuarenta kilómetros al este de Nagasaki. El monte Unzen es actualmente un volcán activo cuya última erupción ocurrió en 1996. En junio de 1991, tras doscientos años inactivo, entró en erupción. Repetidos colapsos de su domo generaron destructivos flujos de ceniza que barrieron su pendiente a velocidades de hasta doscientos kilómetros por hora. Otra nueva erupción el 21 de mayo de 1792 mató a más de 15.000 personas, en el evento del Terremoto y Tsunami de Unzen de 1792, siendo ese el mayor desastre ocurrido en Japón a causa de un volcán.
Más recientemente, el volcán estuvo activo entre 1990 y 1995. Una gran erupción en 1991 originó un gran flujo piroclástico que mató a cuarenta y cuatro personas, incluyendo tres vulcanólogos: Harry Glicken y el matrimonio formado por Katia y Maurice Krafft.
Los picos más altos del monte son el Fugendake (普賢岳), de 1359 metros y el Heisei Shinzan (平成新山), de 1486 metros. El último emergió durante las grandes erupciones producidas al inicio de la era Heisei.

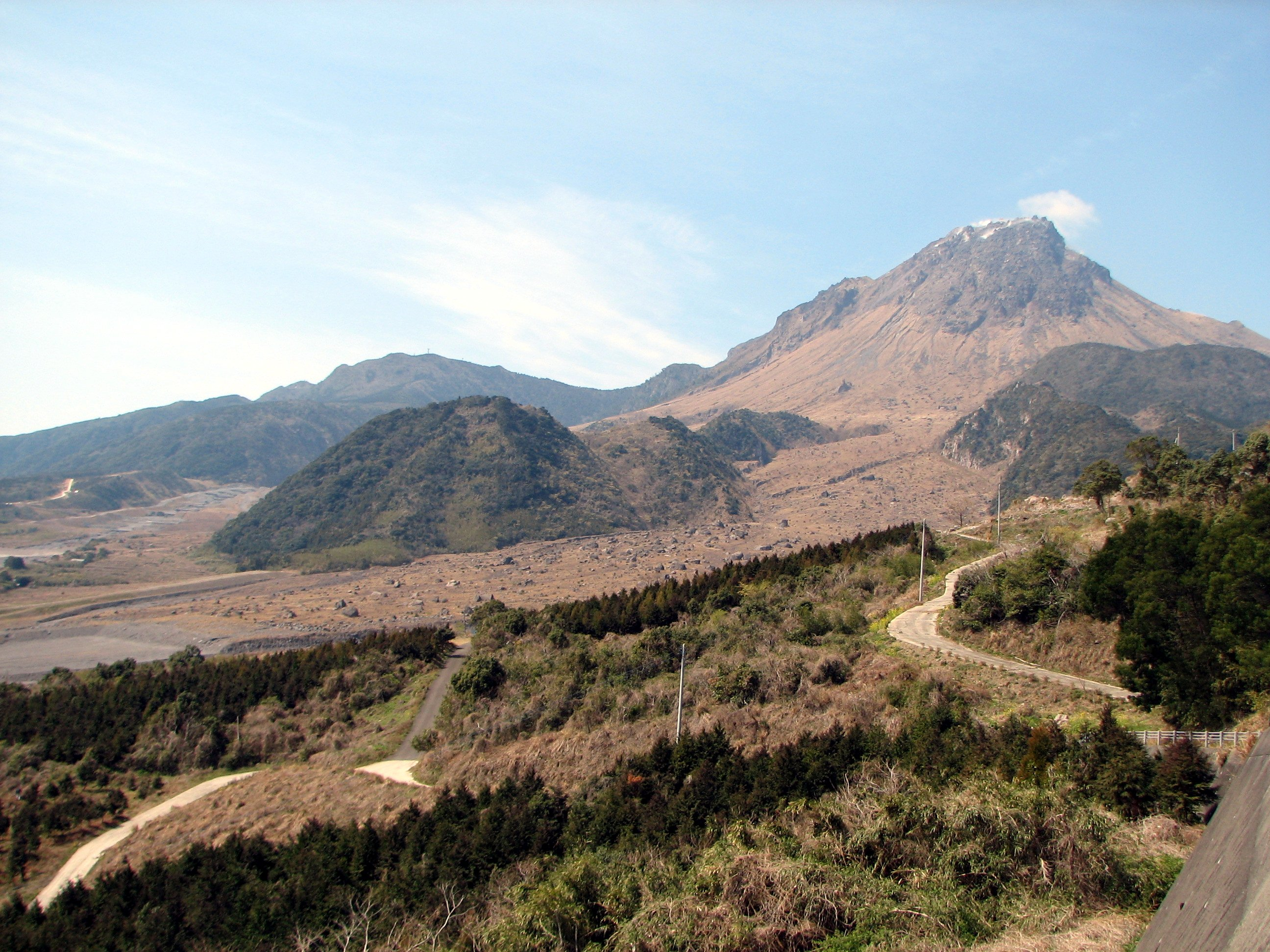
El monte Unzen. Puede observarse el flujo piroclástico y los depósitos de lava.

## Clima
| Parámetros climáticos promedio de Monte Unzen (1991–2020) | Parámetros climáticos promedio de Monte Unzen (1991–2020) | Parámetros climáticos promedio de Monte Unzen (1991–2020) | Parámetros climáticos promedio de Monte Unzen (1991–2020) | Parámetros climáticos promedio de Monte Unzen (1991–2020) | Parámetros climáticos promedio de Monte Unzen (1991–2020) | Parámetros climáticos promedio de Monte Unzen (1991–2020) | Parámetros climáticos promedio de Monte Unzen (1991–2020) | Parámetros climáticos promedio de Monte Unzen (1991–2020) | Parámetros climáticos promedio de Monte Unzen (1991–2020) | Parámetros climáticos promedio de Monte Unzen (1991–2020) | Parámetros climáticos promedio de Monte Unzen (1991–2020) | Parámetros climáticos promedio de Monte Unzen (1991–2020) | Parámetros climáticos promedio de Monte Unzen (1991–2020) |
| Mes                                                       | Ene.                                                      | Feb.                                                      | Mar.                                                      | Abr.                                                      | May.                                                      | Jun.                                                      | Jul.                                                      | Ago.                                                      | Sep.                                                      | Oct.                                                      | Nov.                                                      | Dic.                                                      | Anual                                                     |
| --------------------------------------------------------- | --------------------------------------------------------- | --------------------------------------------------------- | --------------------------------------------------------- | --------------------------------------------------------- | --------------------------------------------------------- | --------------------------------------------------------- | --------------------------------------------------------- | --------------------------------------------------------- | --------------------------------------------------------- | --------------------------------------------------------- | --------------------------------------------------------- | --------------------------------------------------------- | --------------------------------------------------------- |
| Temp. máx. abs. (°C)                                      | 17.3                                                      | 18.2                                                      | 21.2                                                      | 25.3                                                      | 29.4                                                      | 31.0                                                      | 32.8                                                      | 33.2                                                      | 30.5                                                      | 27.6                                                      | 22.5                                                      | 18.6                                                      | 33.2                                                      |
| Temp. máx. media (°C)                                     | 6.1                                                       | 7.7                                                       | 11.2                                                      | 16.1                                                      | 20.5                                                      | 22.7                                                      | 25.8                                                      | 27.2                                                      | 24.5                                                      | 19.8                                                      | 14.2                                                      | 8.6                                                       | 17                                                        |
| Temp. media (°C)                                          | 2.5                                                       | 3.6                                                       | 6.8                                                       | 11.5                                                      | 15.9                                                      | 19.2                                                      | 22.5                                                      | 23.3                                                      | 20.4                                                      | 15.3                                                      | 10.0                                                      | 4.7                                                       | 13                                                        |
| Temp. mín. media (°C)                                     | -0.7                                                      | -0.1                                                      | 2.8                                                       | 7.2                                                       | 11.6                                                      | 16.1                                                      | 20.0                                                      | 20.5                                                      | 17.1                                                      | 11.5                                                      | 6.3                                                       | 1.2                                                       | 9.5                                                       |
| Temp. mín. abs. (°C)                                      | -12.2                                                     | -12.8                                                     | -11.7                                                     | -6.0                                                      | 1.3                                                       | 7.6                                                       | 13.0                                                      | 12.9                                                      | 8.1                                                       | 0.3                                                       | -6.0                                                      | -10.2                                                     | -12.8                                                     |
| Precipitación total (mm)                                  | 88.2                                                      | 129.2                                                     | 202.5                                                     | 253.3                                                     | 265.1                                                     | 575.4                                                     | 513.6                                                     | 314.4                                                     | 260.7                                                     | 132.8                                                     | 123.5                                                     | 103.1                                                     | 2961.8                                                    |
| Nevadas (cm)                                              | 12                                                        | 8                                                         | 2                                                         | 0                                                         | 0                                                         | 0                                                         | 0                                                         | 0                                                         | 0                                                         | 0                                                         | 0                                                         | 3                                                         | 25                                                        |
| Días de lluvias (≥ 1 mm)                                  | 8.4                                                       | 9.5                                                       | 11.8                                                      | 10.8                                                      | 10.9                                                      | 15.5                                                      | 13.2                                                      | 11.0                                                      | 10.3                                                      | 7.4                                                       | 9.2                                                       | 8.9                                                       | 126.9                                                     |
| Días de nevadas (≥ 1 mm)                                  | 3.0                                                       | 2.6                                                       | 0.9                                                       | 0                                                         | 0                                                         | 0                                                         | 0                                                         | 0                                                         | 0                                                         | 0                                                         | 0                                                         | 0.6                                                       | 7.1                                                       |
| Horas de sol                                              | 88.4                                                      | 101.9                                                     | 133.6                                                     | 149.7                                                     | 159.6                                                     | 94.2                                                      | 105.8                                                     | 132.3                                                     | 123.6                                                     | 140.6                                                     | 108.8                                                     | 96.4                                                      | 1434.9                                                    |
| Humedad relativa (%)                                      | 78                                                        | 76                                                        | 75                                                        | 74                                                        | 76                                                        | 86                                                        | 90                                                        | 86                                                        | 83                                                        | 79                                                        | 80                                                        | 78                                                        | 80.1                                                      |
| Fuente n.º 1: Agencia Meteorológica de Japón              |                                                           |                                                           |                                                           |                                                           |                                                           |                                                           |                                                           |                                                           |                                                           |                                                           |                                                           |                                                           |                                                           |
| Fuente n.º 2: Agencia Meteorológica de Japón              |                                                           |                                                           |                                                           |                                                           |                                                           |                                                           |                                                           |                                                           |                                                           |                                                           |                                                           |                                                           |                                                           |